# ماركو روزيتو
ماركو روزيتو (بالإيطالية: Marco Ruzittu)‏ (15 يونيو 1991 في إيطاليا - ) هو لاعب كرة قدم إيطالي في مركز حراسة المرمى. لعب مع نادي كاسالي.

## روابط خارجية
- ماركو روزيتو على موقع قاعدة بيانات كرة القدم.إي يو (الإنجليزية)
- ماركو روزيتو على موقع Soccerway.com (الإنجليزية)